# Vitbukig trapp
Vitbukig trapp (Eupodotis senegalensis) är en fågel i familjen trappar inom ordningen trappfåglar.

## Utseende och läte
Vitbukig trapp är en liten trapp med rödbrun rygg, tydligt avgränsad vit buk och rödaktigt längst in på näbben. Hanen har blågrå hals och mörka ansiktsteckningar. Honan liknar hona svartbukig trapp, men har kortare hals och kortare ben samt vitt snarare än svart fram på undersidan av vingen. Lätet är ett karakteristiskt ihållande kväkande ljud med nasal ton: "anghara-angara".

## Utbredning och systematik
Vitbukig trapp delas in i fem underarter med följande utbredning:
- senegalensis-gruppen
  - Eupodotis senegalensis senegalensis – förekommer från sydvästra Mauretanien söderut till Guinea, österut till centrala Sudan, Eritrea och nordvästra Etiopien
  - Eupodotis senegalensis canicollis – förekommer från Etiopien till sydöstra Sydsudan, norra Uganda, Kenya och nordöstra Tanzania
  - Eupodotis senegalensis erlangeri – förekommer i södra Kenya och västra Tanzania
- barrowii-gruppen
  - Eupodotis senegalensis barrowii – förekommer från centrala och sydöstra Botswana till östra Sydafrika och Swaziland
  - Eupodotis senegalensis mackenziei – förekommer från östra Gabon till södra Kongo-Kinshasa, östra Angola och västra Zambia

## Levnadssätt
Vitbukig trapp bebor öppna gräsmarker och buskområden under 2000 meters höjd. Där ses den strutta fram i smågrupper.

## Status och hot
Arten har ett stort utbredningsområde och en stor population, men tros minska i antal till följd av habitatförstörelse, dock inte tillräckligt kraftigt för att den ska betraktas som hotad. Internationella naturvårdsunionen IUCN kategoriserar därför arten som livskraftig (LC). Världspopulationen har inte uppskattats men den beskrivs som generellt ovanlig till sällsynt.

## Bilder

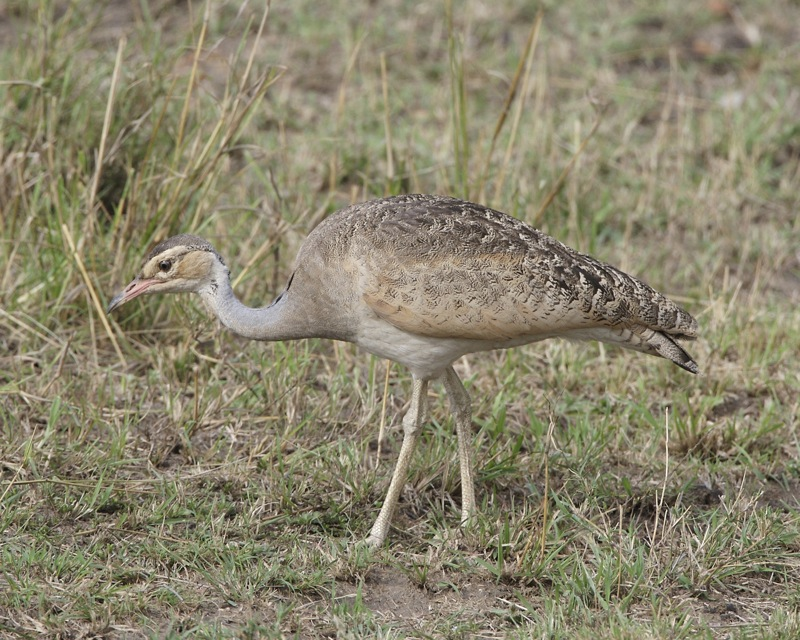
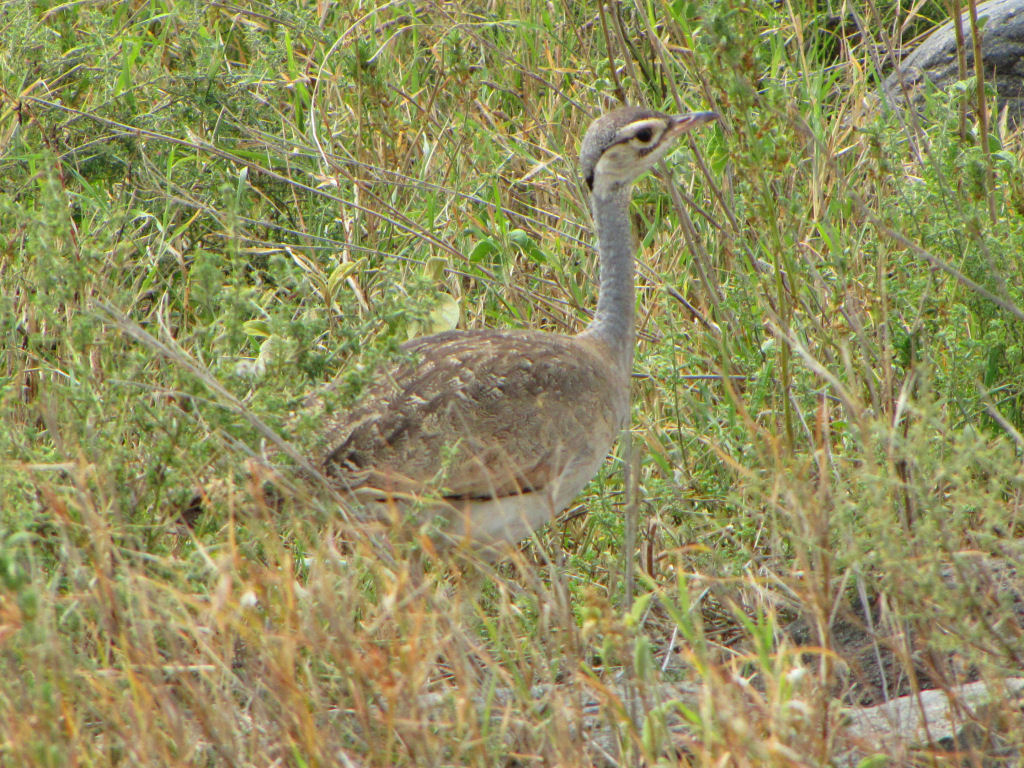
Hona
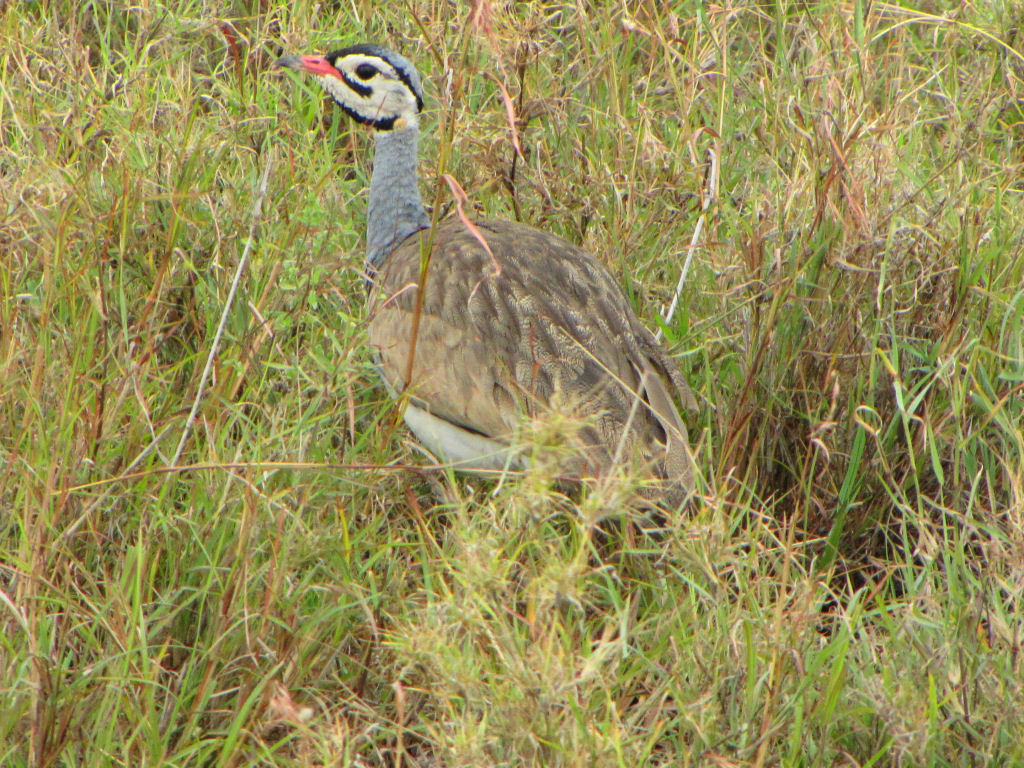
Hane